# Уругвај на Светском првенству у атлетици у дворани 2016.
Уругвај је учествовао на 16. Светском првенству у атлетици у дворани 2016. одржаном у Портланду од 17. до 20. марта једанаести пут. Репрезентацију Уругваја представљао је један атлетичар, који се такмичио у скоку удаљ.,
На овом првенству такмичар Уругваја није освојио ниједну медаљу али је оборио национални и лични рекорд. 
У табели успешности према броју и пласману такмичара који су учествовали у финалним такмичењима (првих 8 такмичара) Уругвај је са 1 учесником у финалу делио 47. место са 2 бода.
| Пл.  | Земља   | 1. место | 2. место | 3. место | 4. место | 5. место | 6. место | 7. место | 8. место | Бр. фин. | Бод. |
| ---- | ------- | -------- | -------- | -------- | -------- | -------- | -------- | -------- | -------- | -------- | ---- |
| =47. | Уругвај | 0        | 0        | 0        | 0        | 0        | 0        | 1        | 0        | 1        | 2    |

## Учесници
Мушкарци:
- Емилијано Ласа — Скок удаљ

## Резултати

### Мушкарци
| Атлетичар      | Дисциплина | Лични рекорд | Финале      | Финале      | Детаљи |
| Атлетичар      | Дисциплина | Лични рекорд | Резултат    | Место       | Детаљи |
| -------------- | ---------- | ------------ | ----------- | ----------- | ------ |
| Емилијано Ласа | Скок удаљ  | 8,16 о       | 7,94 НР, ЛР | 7 / 13 (14) |        |